# Joey Abell
Joey Abell (ur. 16 maja 1981 w Minneapolis) – amerykański bokser wagi ciężkiej.

## Życiorys
Jego zawodowy debiut miał miejsce 27 sierpnia 2005 roku, jednak walka została uznana za nieodbytą. Następnie Abell stoczył dziewięć kolejnych zwycięskich pojedynków. Przegrał po raz pierwszy w karierze 1 grudnia 2006 roku, ulegając przez nokaut w pierwszej rundzie Arronowi Lyonsowi.
Po tej wpadce zanotował jedenaście kolejnych wygranych, ale potem trafiła mu się seria trzech porażek z rzędu - z Andrew Greeleyem, Alfredem Colem, oraz Jasonem Nicholsonem (z tym ostatnim przegrał przez dyskwalifikację, za to, że uderzył rywala podczas gdy ten znajdował się w parterze).
Po serii kolejnych zwycięstw (między innymi udanym rewanżu na Arronie Lyonsie) 28 stycznia 2011 roku zmierzył się z pretendentem do tytułu mistrza świata wagi ciężkiej, Chrisem Arreolą (29-2, 25 KO). Przegrał jednak przez nokaut już w pierwszej rundzie.
25 maja 2012 roku przegrał przed czasem w dziewiątej rundzie z Fresem Oquendo (33-7). Stawką walki był pas WBA Fedelatin w wadze ciężkiej.
14 grudnia 2013 roku uległ przez RTD w czwartej rundzie późniejszemu pretendentowi do tytułu mistrza świata wagi ciężkiej, Kubratowi Pulewowi (18-0, 10 KO).
15 lutego 2014 roku w Londynie przegrał przed czasem w czwartej rundzie walkę z Tysonem Furym (21-0, 16 KO).
9 września 2017 roku, po dwóch kolejnych zwycięstwach, przyjechał do Radomia na walkę z Krzysztofem Zimnochem (22-1-1, 15 KO). Wygrał przez nokaut w trzeciej rundzie.
21 kwietnia 2018 roku podczas gali Polsat Boxing Night VIII: Noc Zemsty w Częstochowie przegrał przez TKO w siódmej rundzie z Tomaszem Adamkiem (53-5, 31 KO).